# Wilhelm Wosenitz
Wilhelm Wosenitz (* 30. Juli 1903 in Lübeck; † 12. März 1964 in Berlin) war ein deutscher Politiker (CDU).
Wilhelm Wosenitz besuchte eine Oberrealschule und machte eine kaufmännische Ausbildung. Zusätzlich machte er eine Ausbildung an der Wichern-Schule und der Wohlfahrtsschule des Evangelischen Johannesstifts Berlin. Nach einer weiteren Ausbildung an der Verwaltungsakademie Berlin wurde er 1928 als Wohlfahrtspfleger in der Berliner Inneren Mission staatlich anerkannt. Wosenitz arbeitete in der Geschäftsführung des Evangelischen Erziehungsverbands Berlin-Brandenburg.
Nach dem Zweiten Weltkrieg trat Wosenitz im Bezirk Steglitz der CDU bei und wurde bei der Berliner Wahl 1958 in das Abgeordnetenhaus von Berlin gewählt. Auch bei der folgenden Wahl 1963 wurde er wiedergewählt, starb aber im März 1964. Sein Nachrücker im Parlament wurde daraufhin der spätere Senator Klaus Franke.